# Midasstadt
Koordinaten: 39° 12′ 2,8″ N, 30° 42′ 49,3″ O
Midasstadt, türkisch Midas Şehir, auch Midas Şehri, ist neben Gordion eine der wichtigsten phrygischen Ruinenstätten im anatolischen Hochland, rund 50 Kilometer nordöstlich von Afyon und 30 Kilometer südlich von Seyitgazi in der türkischen Provinz Eskişehir beim heutigen Dorf Yazılıkaya. Das sogenannte Midas-Monument war vermutlich Teil einer Kultstätte für die Göttin Kybele. Es befindet sich an einer Wand des Hochplateaus, an dessen Wänden sich noch andere, teils unvollständige Monumente befinden. Kultfassaden dieser Art gibt es in der Umgebung von Afyon mehrere, zum Beispiel Arslankaya und Maltaş. An der Nordwand sind noch eine zweite, unvollendete Fassade und einige Altäre zu finden. Auf dem Hochplateau befindet sich neben einigen Opferstellen auch ein sogenannter Midas-Thron mit phrygischen Inschriften. Neben dem Midas-Monument liegt ein Siedlungshügel aus vorbyzantinischer Zeit, er wurde im Laufe der Jahrhunderte unter anderem als Wohn- und Schutzraum und Lagerstätte für Getreide sowie als Grabstätte genutzt. In der Umgebung befinden sich noch mehrere Felsengräber (siehe auch Aslantaş und Yılantaş).
Im Osten des Plateaus führt ein sogenannter Prozessionsweg vorbei an einem phrygischen Altar. An dem Weg, der dort abwärts führt, ist in den Felsen eine Reihe Reliefs eingearbeitet. Ekrem Akurgal datiert sie ins späte 8. Jahrhundert v. Chr. und hält sie für hethitisch, da er der Meinung ist, dass zu dieser Zeit die Phryger noch nicht in der Lage waren, größere Bildwerke zu erstellen und daher solche Aufgaben an hethitische Bildhauer übertrugen. Das erste Relief zeigt einen bärtigen Mann mit runder Mütze und einem Stab, der an den assyrischen Stil der späthethitischen Reliefs erinnert. Daneben sind zwei Zeichen zu sehen, ein vogelähnliches und ein Kegel, die er für luwische Hieroglyphen hält. Die weiteren Bilder zeigen einen Mann im langen Mantel, einen Löwenmenschen und mehrere Mantelfiguren. Der schottische Archäologe William Mitchell Ramsay bezweifelt, dass es sich bei den Zeichen um Hieroglyphen handelt. Andere Wissenschaftler halten es für möglich, dass zumindest die weiteren Reliefs phrygischen Ursprungs und damit später entstanden sind.
Der Name Midasstadt basiert auf den letzten Zeichen der phrygischen Inschrift auf dem Midas-Monument, die sich als Midas identifizieren lassen. Es konnte bisher nicht nachgewiesen werden, dass der legendäre König Midas tatsächlich Herrscher dieser Stadt auf dem Hochplateau war.

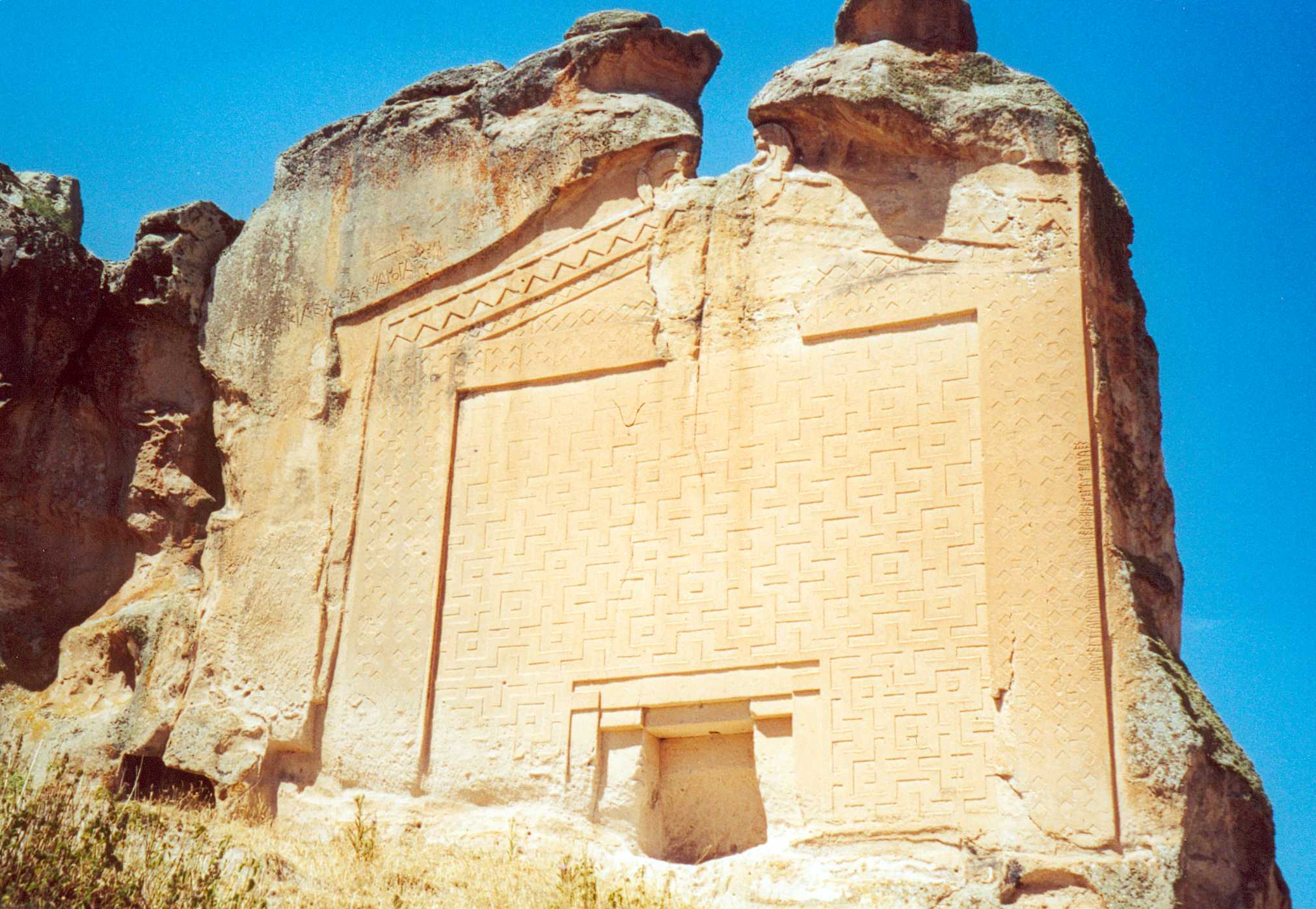
Midas-Monument
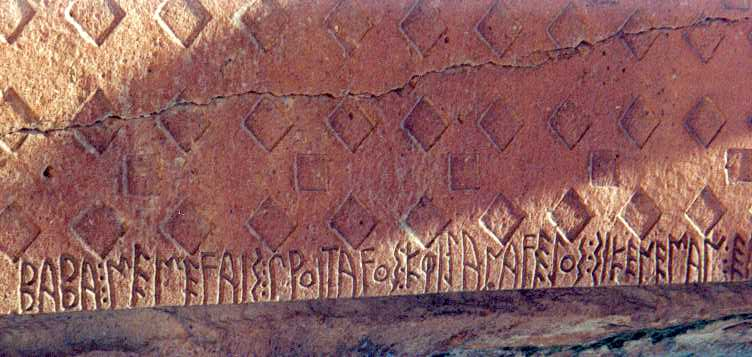
Phrygische Inschrift
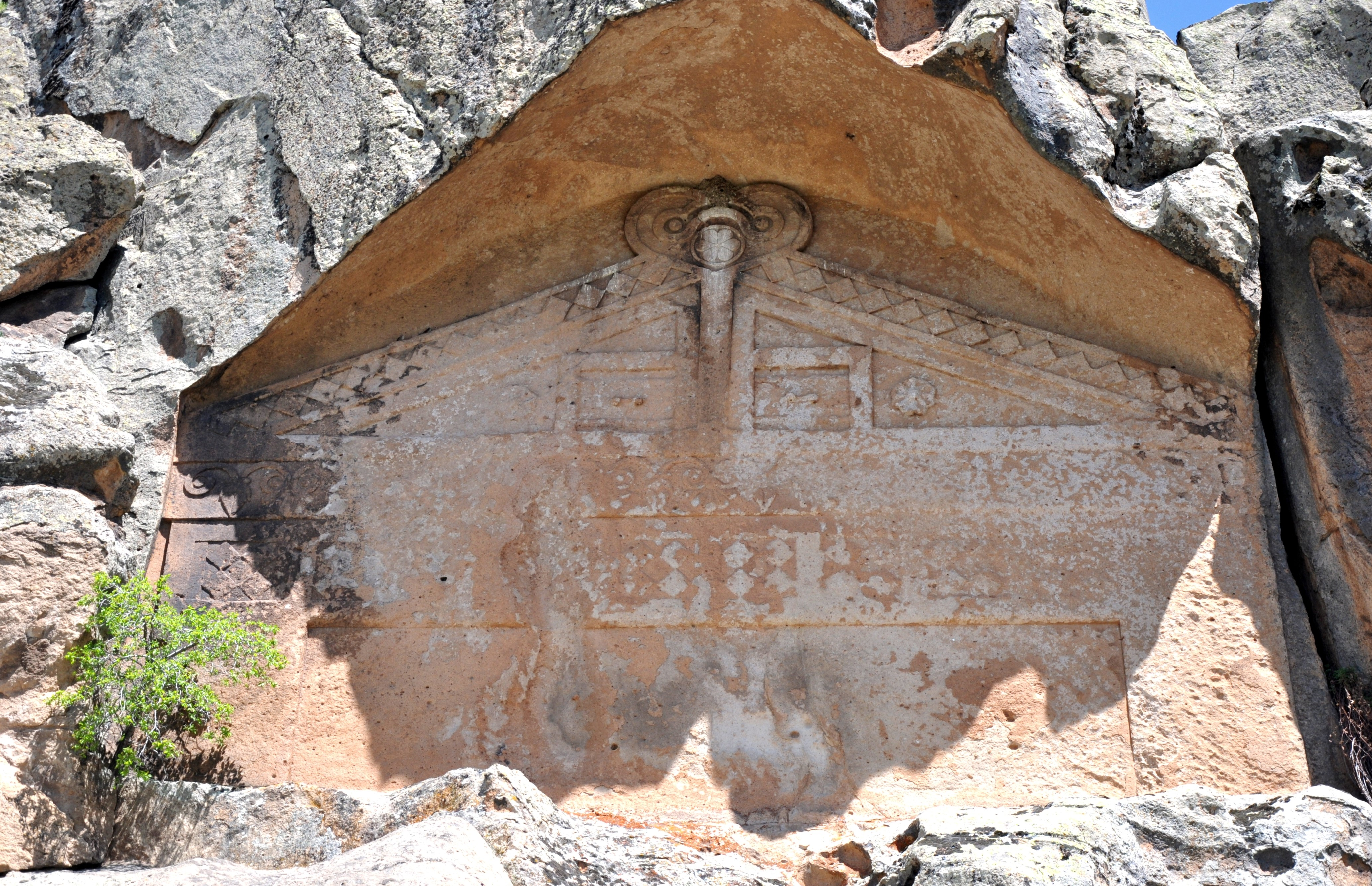
Midasstadt: Unvollendete Fassade
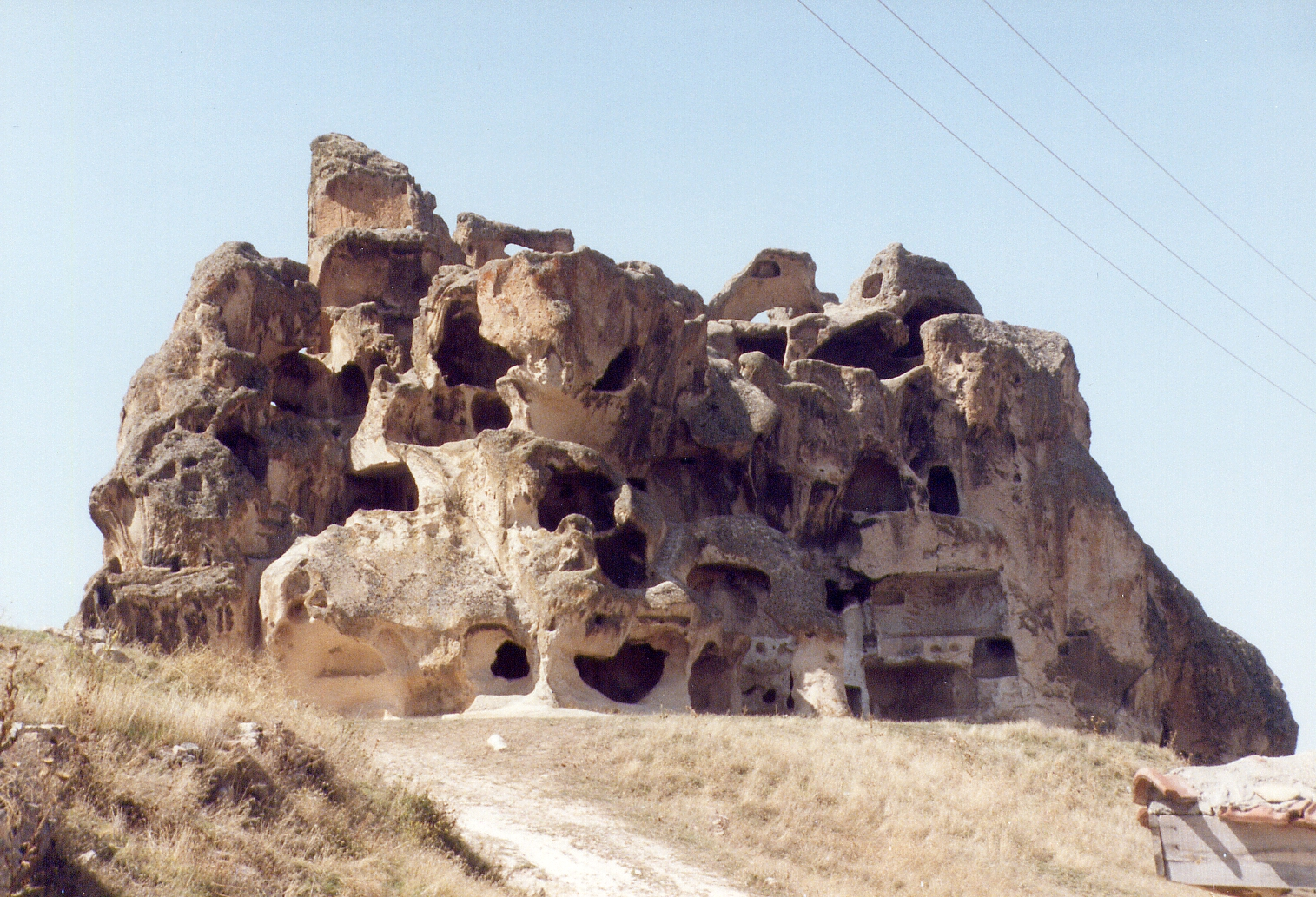
Byzantinischer Siedlungshügel mit Wohnhöhlen, Gräbern und Speichern
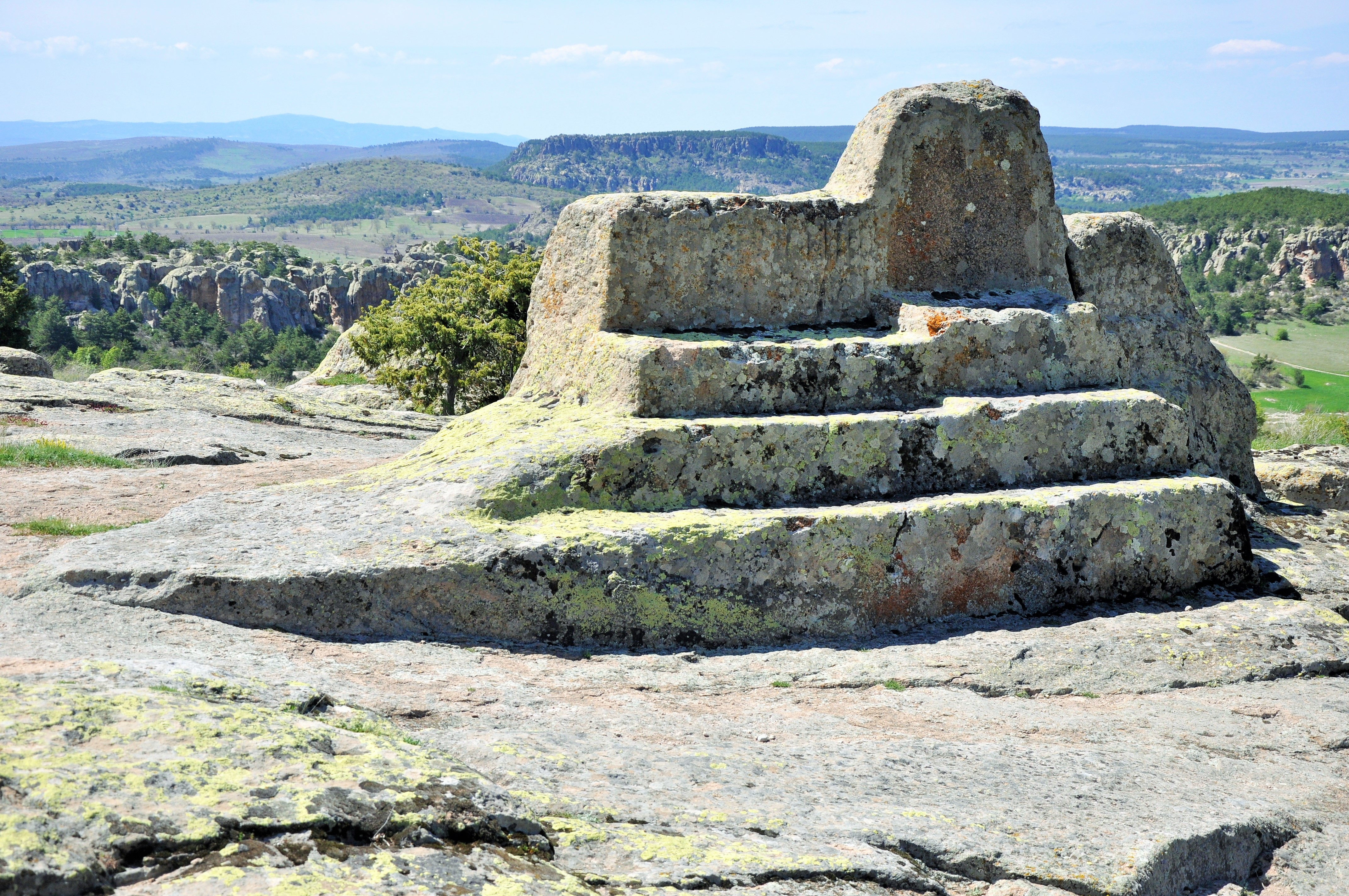
Altar auf dem Hochplateau mit Kybele-Darstellung und Inschrift
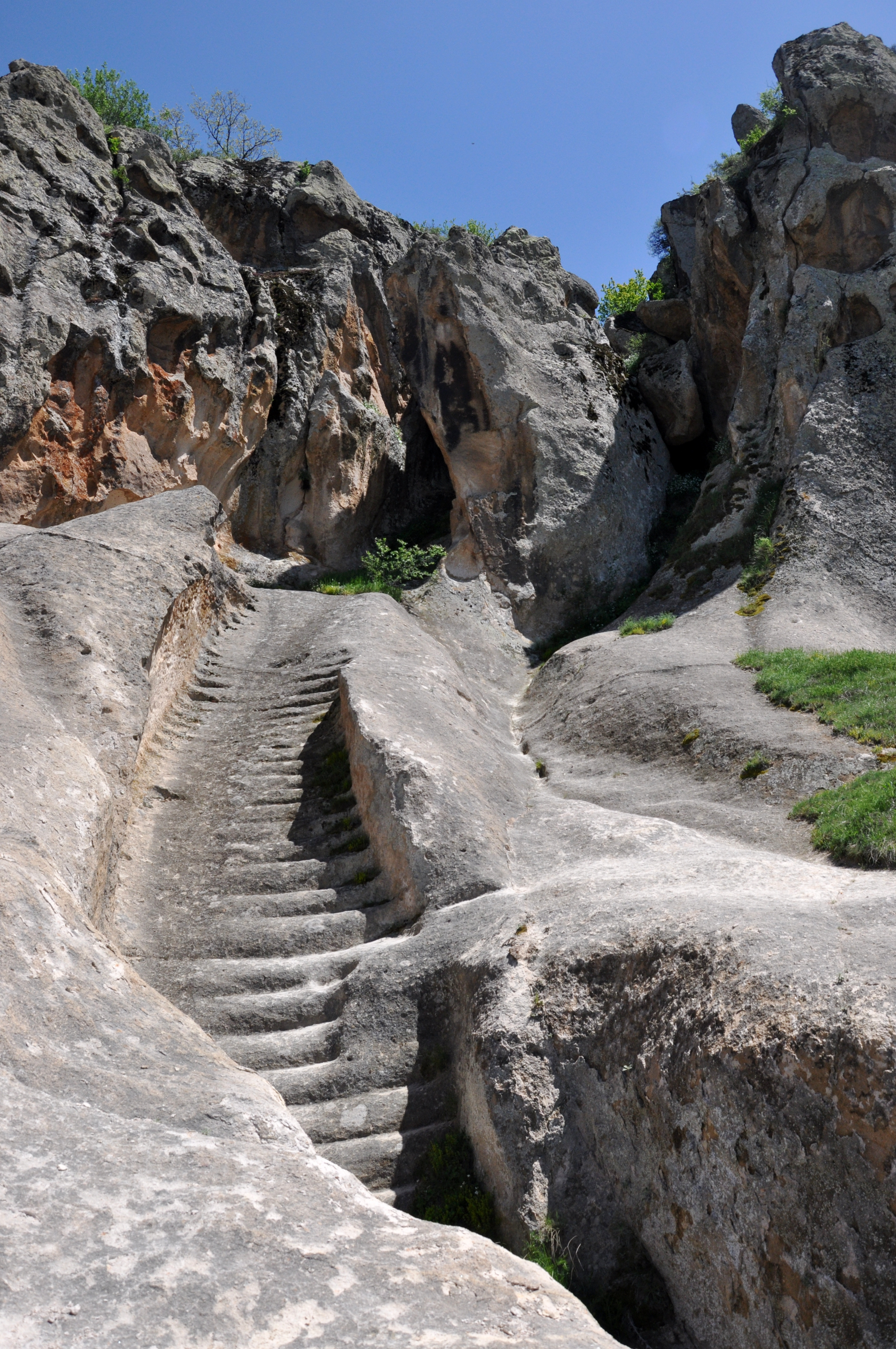
Treppenaufgang von einer Zisterne, die heute zu großen Teilen zugeschüttet ist.
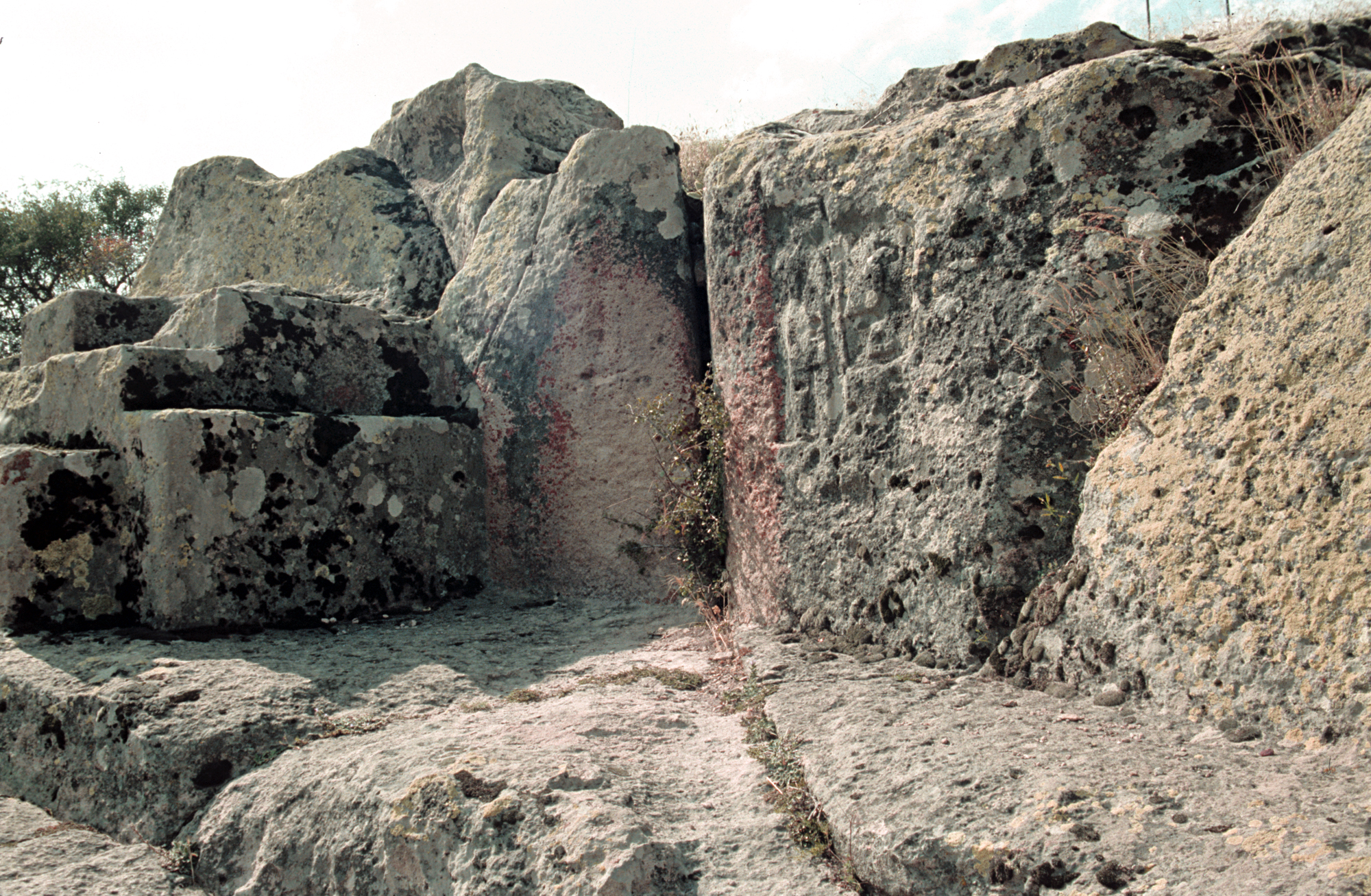
Altar mit möglicherweise hethitischem Relief
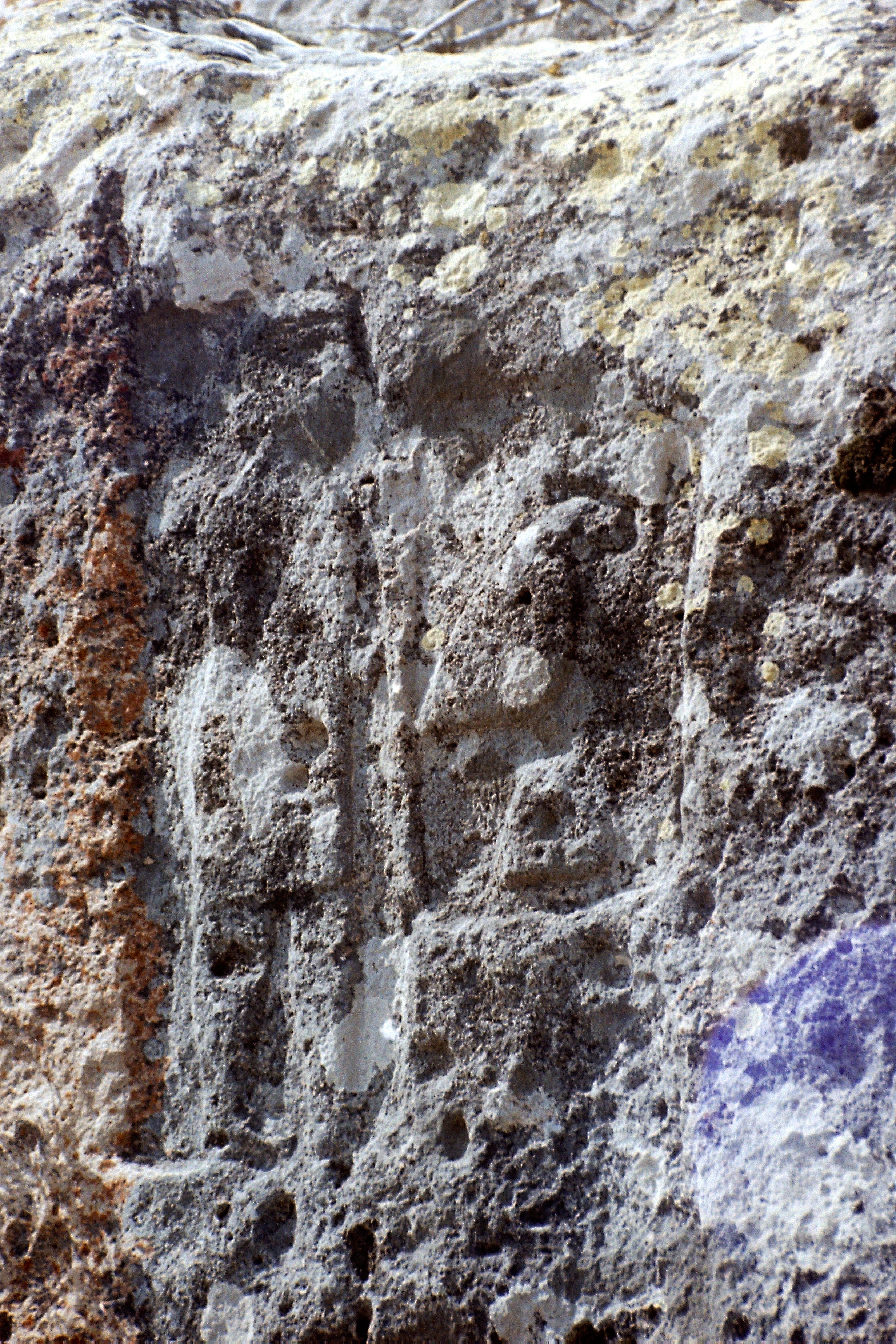
Relief eines Mannes mit zwei Zeichen, vielleicht Hieroglyphen